# Alexis Morante
Alexis Morante (Algesires, 12 d'octubre de 1978) és un director i productor espanyol.

## Biografia
Alexis Morante es va graduar a la Universitat de Cadis amb l'extraordinari reconeixement com el millor de la seva promoció. També va estudiar cinema en Suècia i Cuba (Escola San Antonio de los Baños) abans d'aconseguir la Beca Talentia, això li va brindar l'oportunitat de completar un programa de MFA de dos anys en cinema entre Nova York i Los Angeles.
Actualment resideix en Los Angeles, Califòrnia.

## Carrera
Com a director, Alexis Morante ha estat premiat en molts festivals de curtmetratges espanyols i americans, destacant les seves nominacions en els Premis Grammy Llatins i els Premis Goya, pel seu curtmetratge Bla Bla Bla.
També ha dirigit diversos videoclips per a artistes nacionals com Bunbury, Macaco, Fito o Niños Mutantes.
Actualment, és codirector de 700G Films.
Enguany ha dirigit diversos projectes; juntament amb Eagle Rock Entertainment, el documental Bunbury: El Camino Más Largo. Ha dirigit el documental Camarón: Flamenco y revolución i està elaborant el seu primer llargmetratge de ficció, El universo de Óliver.

## Filmografia

### Llargmetratges
- El camino más largo (2016)
- Camarón: Flamenco y revolución (Documental) (2018)
- Sanz: lo que fui es lo que soy (codirector) (2018)[7]
- Héroes: Silencio y Rock & Roll (2021)

### Curtmetratges
- Voltereta (2010)
- Matador on the road (2011)
- Licenciado Cantinas (2012)
- Bla Bla Bla (2015)

### Videoclips
- Bunbury: Vamonos (2010)[8]
- Bunbury: Los Habitantes (2010)
- Bunbury: De Todo el Mundo (2010)
- Niños Mutantes: Errante (2011)
- Macaco i Fito Cabrales: Puerto Presente (2011)
- Los Delinqüentes: Bandolero (2011)
- Niños Mutantes: Náufragos (2011)
- Niños Mutantes: Hundir la Flota (2012)
- Bunbury: Ódiame (2012)
- Bunbury: Llévame (2012)
- Bunbury: Ánimas que No Amanezca (2012)
- Bunbury: Más Alto que Nosotros Solo el Cielo (2013)
- Bunbury: Despierta (2013)
- 8MM: The Weight of You (2013)
- Bunbury: Salvavidas (2014)
- Bunbury: Los Inmortales (2014)
- La Santa Cecilia: Calaverita (2015)
- Bunbury: Hada Chalada - Soundtrack Nuestros amantes (2016)
- Bunbury: Expectativas (2017)
- Bunbury: Cuna de Caín (2017)
- Anuncio Royal Bliss - CocaCola.

## Premis i nominacions
| any  | Premis                       | Categoria                     | Pel·lícula                     | Resultat  |
| ---- | ---------------------------- | ----------------------------- | ------------------------------ | --------- |
| 2010 | Festival de Cinema de Màlaga | FNAC New Talent Director      |                                | Guanyador |
| 2010 | Berlin Interfilm Festival    | Millor Curtmetratge           | Voltereta                      | Nominay   |
| 2011 | ASECAN                       | Millor Curtometratge          | Voltereta                      | Nominat   |
| 2012 | Premis Grammy Llatins        | Millr Vídeo Musical Llarg     | Licenciado Cantinas            | Nominat   |
| 2015 | Jameson Notodo Filmfest      | Premi de distribució          | Bla Bla Bla                    | Guanyador |
| 2015 | Cortogenia                   | Millor director               | Bla Bla Bla                    | Guanyador |
| 2017 | Premis José María Forqué     | Millor Curtmetratge           | Bla Bla Bla                    | Nominat   |
| 2017 | Premis Goya                  | Millor Curtmetratge de Ficció | Bla Bla Bla                    | Nominat   |
| 2018 | Premis Goya                  | Millor documental             | Camarón: Flamenco y revolución | Nominat   |
| 2022 | XI Premis Simón              | Millor llargmetratge          | Héroes: Silencio y Rock & Roll | Guanyador |